# Hypothèque ouverte
En droit des sûretés québécois, l'hypothèque ouverte est une sûreté dont les effets sont suspendus jusqu'à ce que deux conditions surviennent : en premier, le débiteur ou le constituant manque à ses obligations et en deuxième, le créancier provoque la clôture de l'hypothèque en lui signifiant un avis dénonçant le défaut et la clôture de l'hypothèque. Le caractère ouvert de l'hypothèque doit être expressément stipulé dans l'acte hypothécaire.

## Dispositions pertinentes du Code civil du Québec
L'hypothèque ouverte est ainsi définie à l'article 2715 du Code civil du Québec. L'art. 2716 C.c.Q. précise que l'hypothèque ouverte doit être publiée au préalable pour produire ses effets et dans le cas d’une affectation de biens immeubles, qu’elle ait été inscrite contre chacun des biens. Elle n'est opposable aux tiers que par l'inscription de l'avis de clôture.
L'art. 2717 C.c.Q. prévoit que les conditions ou restrictions stipulées à l’acte constitutif quant au droit du constituant d’aliéner, d’hypothéquer ou de disposer des biens grevés ont effet entre les parties avant même la clôture.
L’art. 2718 C.c.Q. dispose que l'hypothèque ouverte qui grève plusieurs créances produit ses effets à l’égard des débiteurs des créances hypothéquées dès l’inscription de l’avis de clôture, à condition que cet avis soit publié conformément aux règles établies par le Code de procédure civile pour la notification par avis public. La publication de l’avis n’est pas nécessaire si l’hypothèque et l’avis de clôture sont rendus opposables aux débiteurs des créances hypothéquées, de la même manière qu’une cession de créance.
L'art. 2719 C.c.Q. énonce que l’hypothèque ouverte emporte, par sa clôture, les effets d’une hypothèque, mobilière ou immobilière, à l’égard des droits que le constituant peut encore avoir, à ce moment, dans les biens grevés; si, parmi ceux-ci, se trouve une universalité, elle grève aussi les biens acquis par le constituant après la clôture.
L'art. 2720 C.c.Q. affirme que la vente d’entreprise consentie par le constituant n’est pas opposable au titulaire de l’hypothèque ouverte; il en est de même de la fusion ou de la réorganisation dont l’entreprise fait l’objet.
L'art. 2721. C.c.Q. prévoit que le créancier titulaire d’une hypothèque ouverte grevant une universalité de biens peut, à compter de l’inscription de l’avis de clôture, prendre possession des biens pour les administrer, par préférence à tout autre créancier qui n’aurait publié son hypothèque qu’après l’inscription de l’hypothèque ouverte.
L'art. 2722 C.c.Q. établit que lorsque plusieurs hypothèques ouvertes grèvent les mêmes biens, la clôture de l’une d’elles permet aux autres créanciers d’inscrire eux-mêmes un avis de clôture au bureau de la publicité des droits.
Il est prévu à l'art. 2723 C.c.Q. que lorsqu’il est remédié au défaut du débiteur, le créancier requiert l’officier de la publicité des droits de radier l’avis de clôture.
Les effets de la clôture cessent à compter de cette radiation et les effets de l’hypothèque sont à nouveau suspendus.

## Avant la réforme des sûretés de 1994
Avant la réforme des sûretés de 1994, une sûreté réelle similaire appelée charge flottante était utilisée. Cette sûreté provient de la common law. Elle exige au préalable la publication et l'inexécution du débiteur.